# Landkreuzer P. 1000 Ratte
A Landkreuzer P. 1000 volt a legnagyobb tank, amit a második világháború alatt akartak használni a náci Németországban, melyet a Krupp igazgatója, Edward Grotte javasolt 1942 júniusában, és egyből el is nevezett Landkreuzernek. A tervek 1942 decemberére készültek el. A jármű tömege 1000 tonna lett volna, ami még a Maus 188 tonnáját és a Tigris 56,9 tonnáját is messze felülmúlja.
Hatalmas tömege miatt nem lett volna képes közúton és hidakon közlekedni, azonban a folyókon 11 méteres magassága miatt át tudott volna gázolni.
A terv elnyerte Adolf Hitler támogatását, azonban a tervet 1943-ban az első prototípus megépítése előtt Albert Speer törölte.

## Külső hivatkozások
- Konzeptzeichnung des P-1000 auf Panzer-Archiv.de
- Modell des P-1000
- Entwurf des P-1000 auf Panzerschreck.de